# Bulbophyllum frostii
Espèce
Statut CITES
Bulbophyllum frostii est une espèce d'orchidées du genre Bulbophyllum originaire du Viêt Nam et de la province du Yunnan.

## Description
C'est une espèce que l'on pourrait appeler miniature, formant de petit pseudobulbes espacés d'environ 3cm. Chacun d'eux porte une unique feuille apicale oblongue à elliptique. La hampe florale sort du rhizome et mesure à peine 2cm de long , et porte 1 à 4 fleurs parfumées faisant chacune environ 2.5cm.

## Répartition géographique
Originaire du Viêt Nam et de la province du Yunnan, on trouve cette espèce principalement entre 1400 et 1500m d'altitude. Il pousse majoritairement dans des forêts humides et persistante sur des plateaux et des plaines.